# Линел Камп (Калифорнија)
Линел Камп (енгл. Linnell Camp) насељено је место без административног статуса у америчкој савезној држави Калифорнија.

## Демографија
По попису из 2010. године број становника је 849.
| Група             | 2000.    | 2010.       |
| Белци             | 0 (0,0%) | 5 (0,6%)    |
| Афроамериканци    | 0 (0,0%) | 3 (0,4%)    |
| Азијати           | 0 (0,0%) | 8 (0,9%)    |
| Хиспаноамериканци | 0 (0,0%) | 832 (98,0%) |
| Укупно            | 0        | 849         |